# 快意節能
快意節能有限公司，簡稱快意節能（英語：Coolpoint Energy Limited，港交所除牌時8032.HK），在1993年由梁顯庭創立名為「快意設備（香港）有限公司」。
快意節能曾在創業板上市，當時的主要業務是在中國和香港經營生產及銷售節能設備產品，在2009年由馮永祥，以及馮耀輝安排進行收購當時上市公司大中華科技注入，但是由於過往經營業績未如理想，故此在2010年9月，中國「體操王子」李寧將旗下上市公司李寧集團股份注入快意節能，令快意股價急升十倍。同月，快意節能亦以11億元收購運動經理人公司非凡中國及兩家於瀋陽發展工業園及生態城項目的公司。2010年11月24日，快意節能易名爲非凡中國控股有限公司。

## 連結
- coolpoint.com.hk （页面存档备份，存于）